# Vasqueziella boliviana
Vasqueziella es un género monotípico de orquídeas epifitas. Su única especie: Vasqueziella boliviana Dodson, es nativa de Bolivia.

## Descripción
Es una orquídea que prefiere clima fresco, tiene hábitos epifitas y forma grupos de pseudobulbos redondos a ovalados que llevan a 2 a 3 hojas apicales y plegadas. Florece en el verano en una inflorescencia basal, lateral, con muchas flores carnosas y fragantes. 

## Distribución y hábitat
Se encuentra en Cochabamba en Bolivia en los bosques submontanos húmedos en alturas de alrededor de 1800 a 2500 metros. 

## Taxonomía
Vasqueziella boliviana fue descrita por Calaway H. Dodson y publicado en Icones Plantarum Tropicarum 6: t. 600. 1982.